# ヤルマリ・ルオココスキ

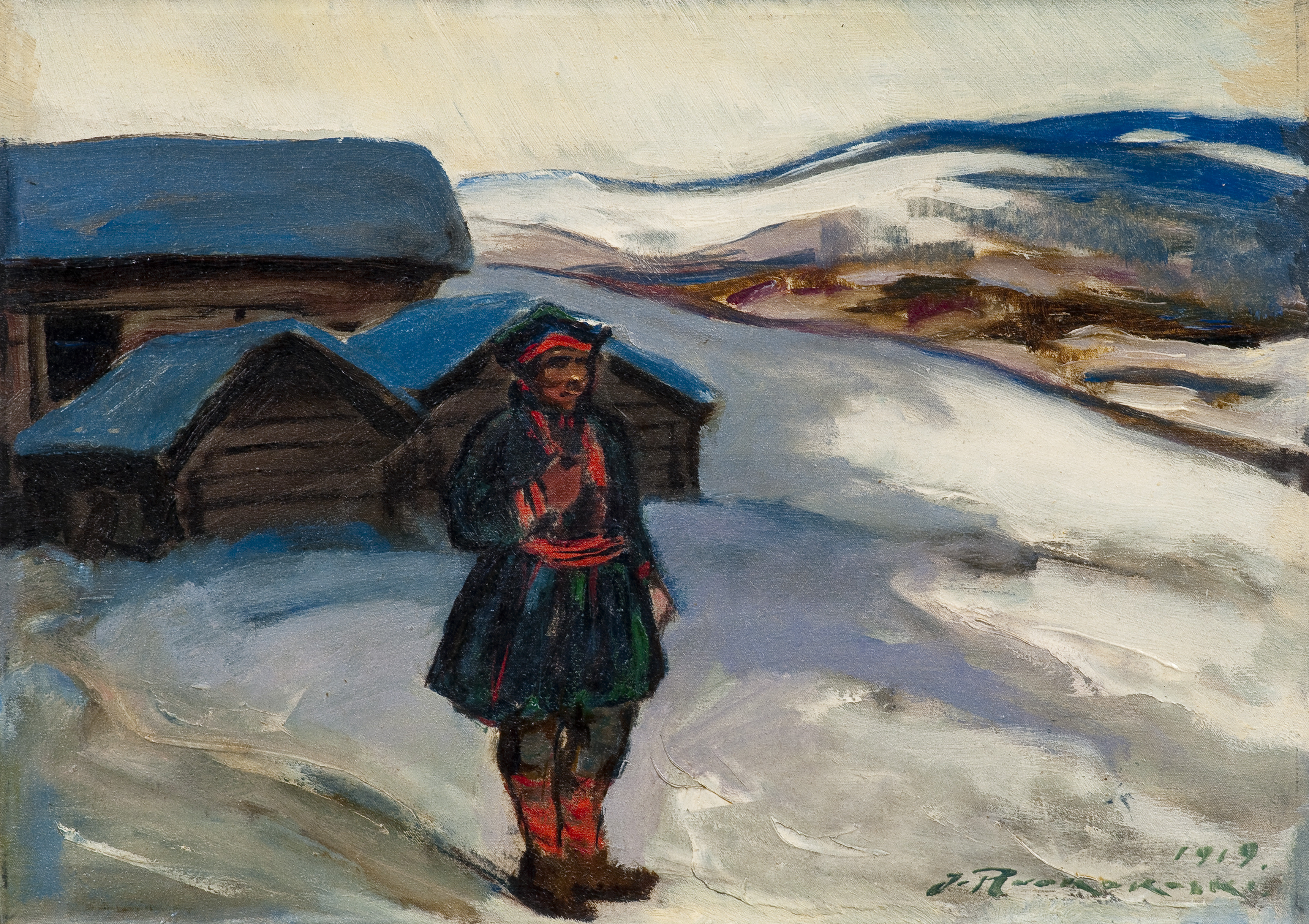
ルオココスキ作、ラップランドの人物 (1919)

ヤルマリ・ルオココスキ（Joel Jalmari (Jali) Ruokokoski、1886年12月3日 - 1936年4月1日）は、ロシア生まれのフィンランドの画家である。表現主義のスタイルの人物画を描き、フィンランドにおける表現主義の美術家グループ「11月グループ（Marraskuun ryhmä）」の正式なメンバーではなかったが、その展覧会にも出展した。

## 略歴
ロシアのサンクトペテルブルクで生まれた。父親はフィンランドのサヴォ出身の靴職人で、ヤルマリ・ルオココスキが13歳の時、家族とヘルシンキに移った。ヘルシンキの工芸学校（Taideteollisuuskeskuskoulussa、後のヘルシンキ芸術デザイン大学）で学んだ後、1903年から1906年の間フィンランド美術協会の美術学校（Suomen taideyhdistyksen piirustuskoulu）で学んだ。後に美術家グループ「11月グループ」の中心的役割をはたすティコ・サリネン（Tyko Sallinen: 1879-1955）と知り合った。1905年にヘルシンキのフィンランド芸術家協会展（Suomen taiteilijain näyttely）に初めて出展し、雑誌などにイラストを描いて収入を得るようになった。1907年にカフェで知り合った女性と婚約し、彼女をモデルに作品を描くが婚約はすぐに破綻した。
1909年に当時16歳であったサーカスの綱渡りの女性と結婚し、ティコ・サリネンが結婚の立ち合い人を務めた。結婚相手をモデルにし、多くのサーカスを題材にした作品を描いたが1913年に離婚することになった。
1910年にパリに旅し、印象派の画家と知り合った。1913年にはデンマークのヘルシンゲルで美術収集家で仕立て屋のNiels-Peder Rydengの家に住み、滞在先の家族の肖像画など5週間で60点の表現主義の絵画を描いたとされる。フィンランドに帰国後、アテネウム美術館で展覧会を開いて成功を収めた。
1916年から1918年の間は、ヘルシンキの北のヒュヴィンカーにスタジオを開いて活動した 。1914年に建てられたヒュヴィンカーの映画館（Hyvinkään Elävien Kuvien Teatteri）の装飾画も描き、この作品は現在も残っている。
1918年にモデルであった女性と再婚し、5人の子供が生まれた。ルオココスキは画家として成功したが、収入はパーティーなどで浪費したとされる。 1919年までフィンランド芸術家協会展に出展し、1916年から何度か、ストックホルムやコペンハーゲン、ヨーテボリ、オスロ、ミラノやローマなど国外の展覧会にした。
経済的に困難に直面した後、静物画や風景画などを手早く描いたり、雑誌のための簡単な挿絵を描いて収入を補った。1924年に骨董店を経営するが1年で閉店した。
1935年にヘルシンキとサヴォンリンナで最後の展覧会を開催した後、がんのためヘルシンキで入院し、翌年49歳で亡くなった。

## 作品

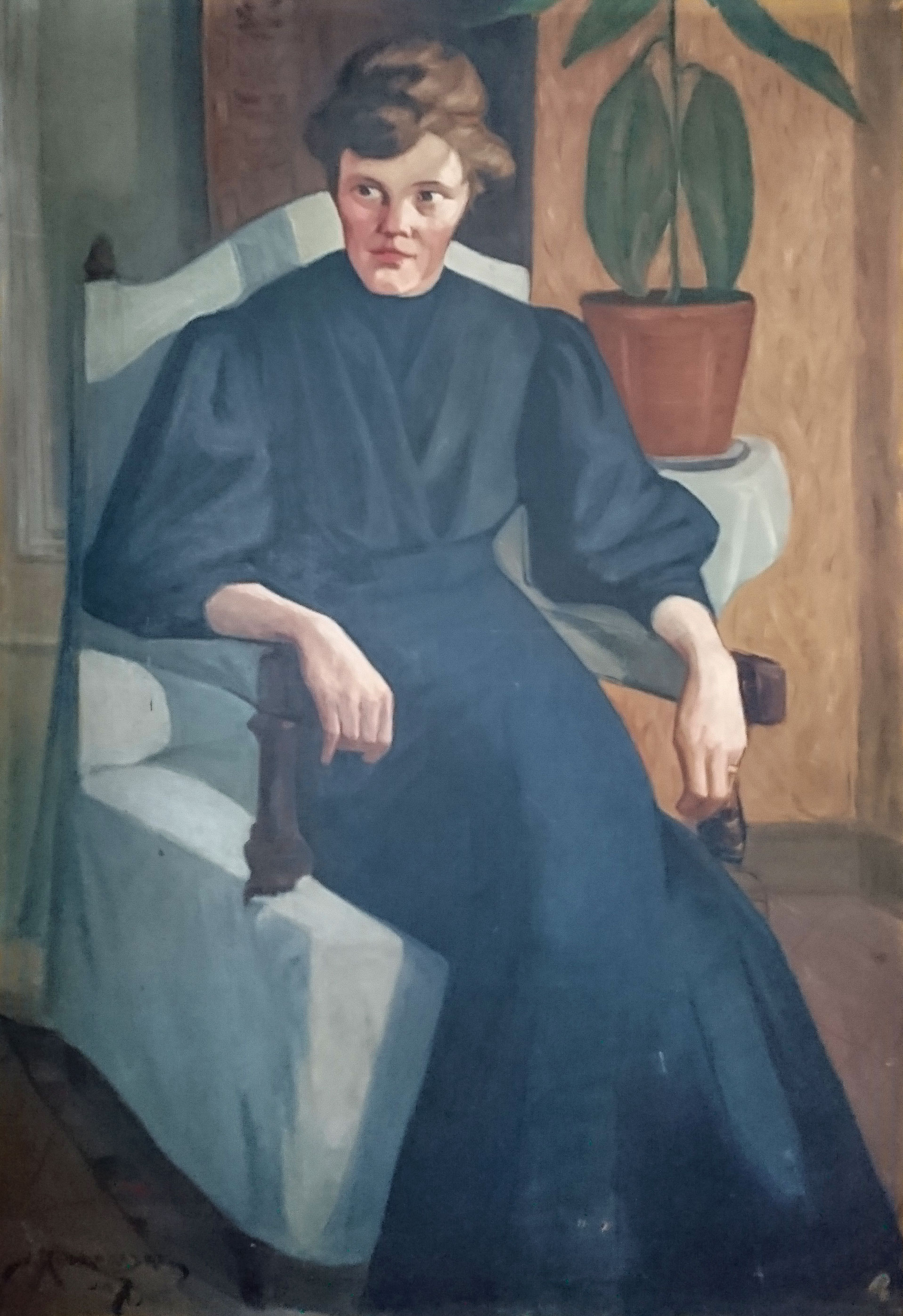
最初の婚約者オルガの肖像画 (1907)
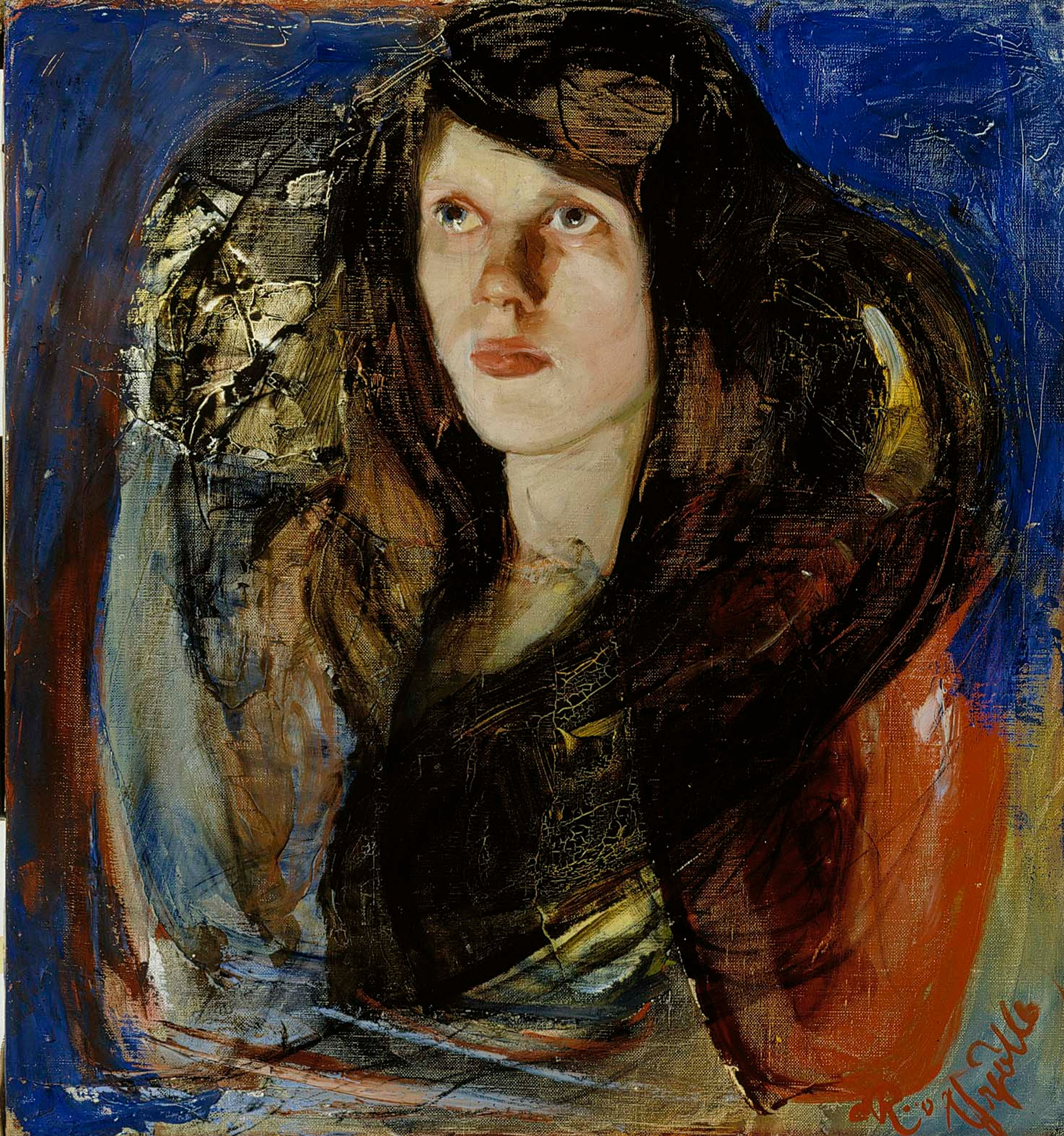
「Rakkaus（愛）」(1910) アテネウム美術館
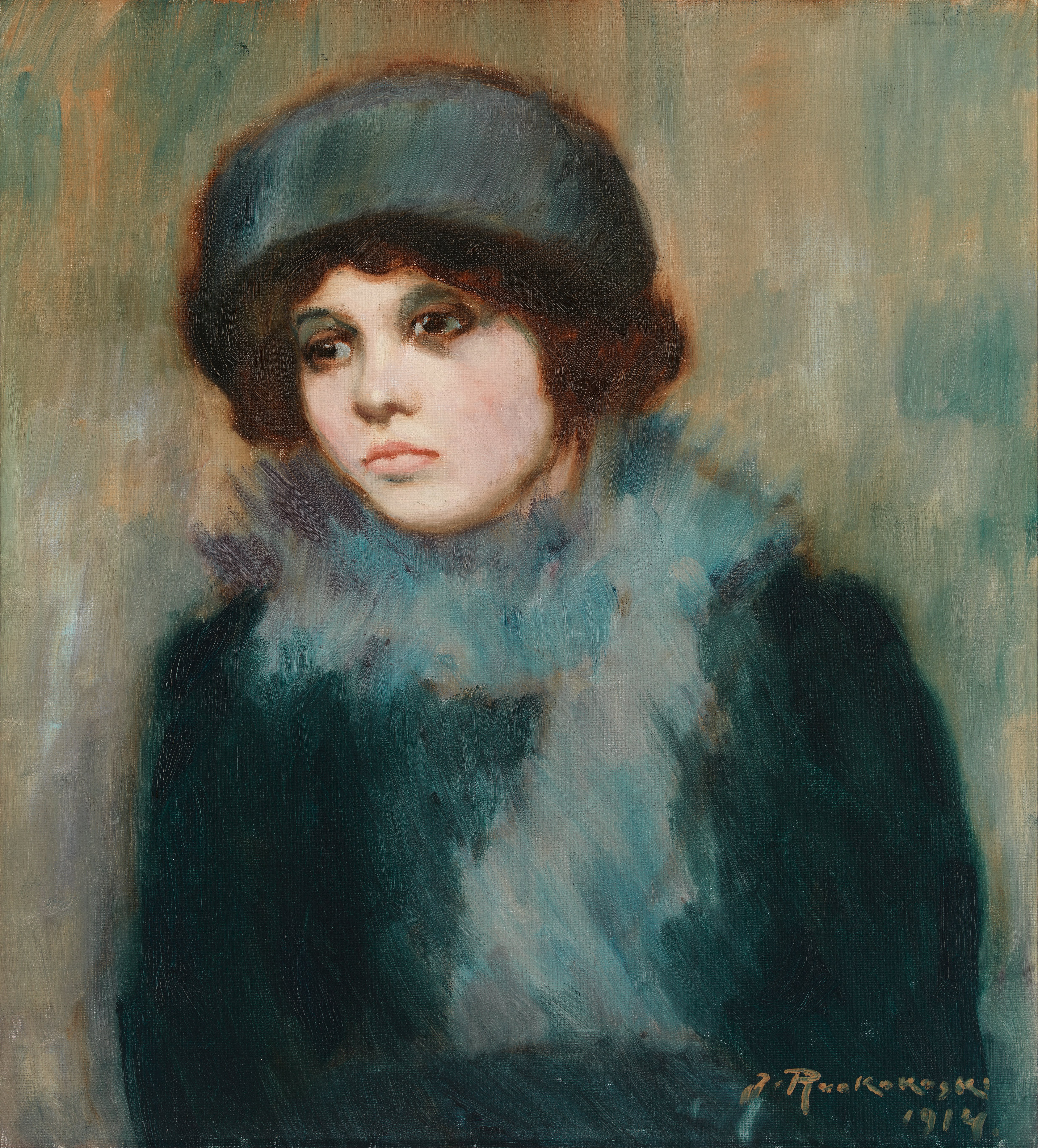
女性像 (1914) エスポー近代美術館
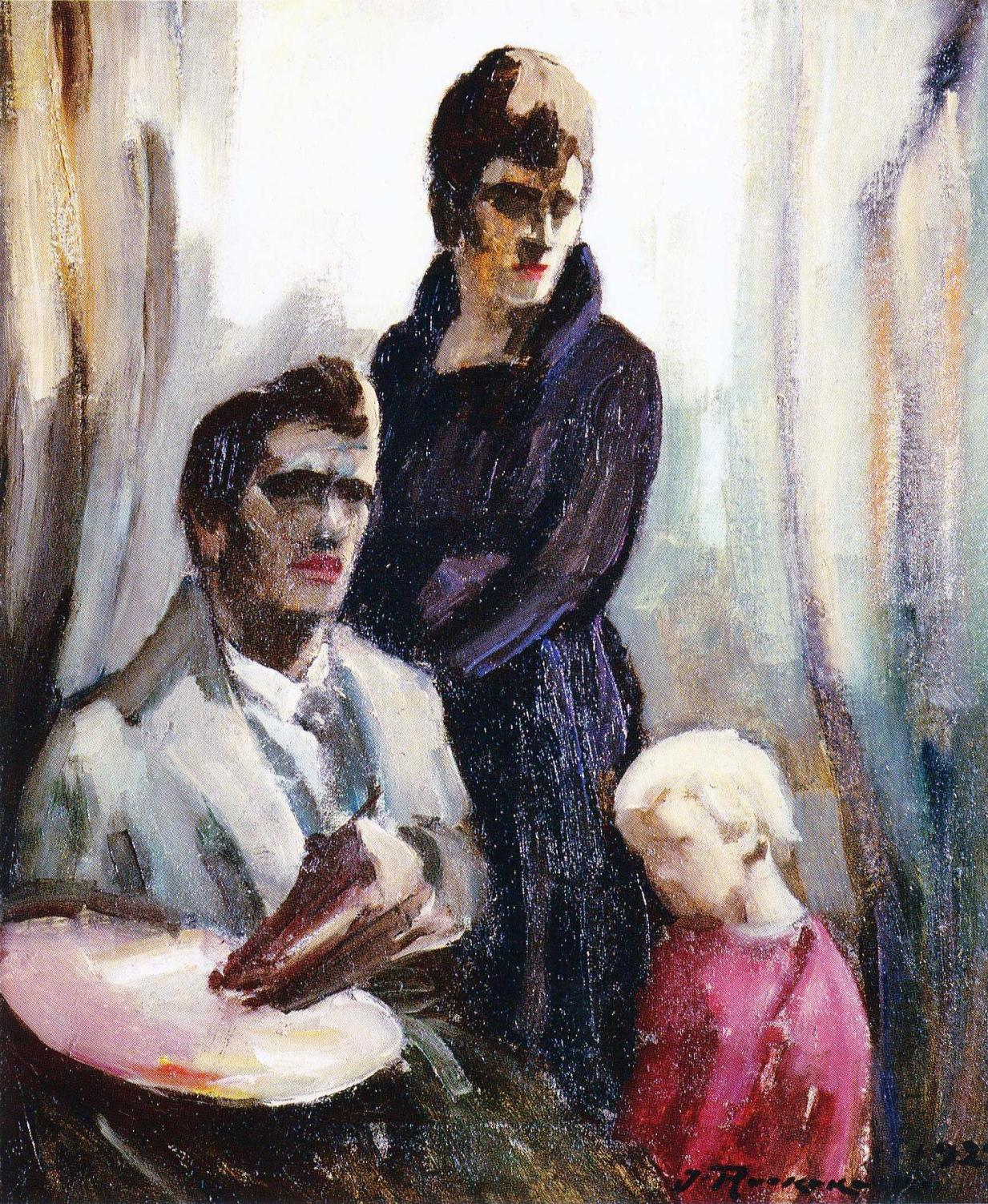
芸術家の家族 (1922)